# 好中球コラゲナーゼ
好中球コラゲナーゼ(Neutrophil collagenase、EC 3.4.24.34)は、matrix metalloproteinase 8, PMNL collagenase, MMP-8とも呼ばれる酵素である。以下の化学反応を触媒する。
間質性コラーゲンの三重らせんドメインを切断する。間質性コラゲナーゼ(EC 3.4.24.7)とは異なり、この酵素は、I型のコラーゲンよりもIII型のコラーゲンをよりゆっくりと切断する。
ペプチダーゼファミリーでは、M10に属する。